# Friendship (Arkansas)
Friendship es un pueblo ubicado en el condado de Hot Spring en el estado estadounidense de Arkansas. En el Censo de 2010 tenía una población de 176 habitantes y una densidad poblacional de 93,09 personas por km².

## Geografía
Friendship se encuentra ubicado en las coordenadas 34°13′28″N 93°0′13″O / 34.22444, -93.00361. Según la Oficina del Censo de los Estados Unidos, Friendship tiene una superficie total de 1.89 km², de la cual 1.89 km² corresponden a tierra firme y (0%) 0 km² es agua.

## Demografía
Según el censo de 2010, había 176 personas residiendo en Friendship. La densidad de población era de 93,09 hab./km². De los 176 habitantes, Friendship estaba compuesto por el 97.73% blancos, el 2.27% eran afroamericanos, el 0% eran amerindios, el 0% eran asiáticos, el 0% eran isleños del Pacífico, el 0% eran de otras razas y el 0% pertenecían a dos o más razas. Del total de la población el 0.57% eran hispanos o latinos de cualquier raza.